# Сењски Рудник
Сењски Рудник је рударско насеље у општини Деспотовац, у Поморавском округу, у Србији. Удаљен је 20 километара од Деспотовца и Ћуприје. У Сењском Руднику налази се истоимени рудник, најстарији активни рудник мрког угља у Србији, као и најстарије рударско насеље у Србији. У склопу рудника се налази и зграда музеја угљарства са поставком експоната и Црква Светог Прокопија. У непосредној близини Сењског Рудника се налази Мијајлова јама. Према попису из 2022. било је 291 становник.

## Историја

### Проналазак угља
О времену откривања угљених наслага у овом крају постоји више варијанти, али је најприхватљивија „Прича старог рудара о нездравом камену", Драгослава Пандуровића, у књизи „100 година Сењског рудника (1853—1953)" у којој каже да је угаљ пронашао његов отац, Лазар Пандуровић у околини села Сења 1849. године, док је са својим друговима чувао свиње у густим буковим шумама. Он је камење необичног изгледа назвао „нездраво камење“, јер му један од таквих случајно пао у ватру, при чему му се прво „указала сјајна црвена ужарена маса“, која се затим „претворила у густ сиви пепео“. Лазар је у то време био ретко писмен и паметан човек. У жељи да сазна о чему се ради однео је неколико узорака у Ћуприју, а одатле су они послати у Београд. Министарство народне привреде позвало је рударског инжењера Василија Божића из Срема (тада у Аустроугарска) и послало га на испитивање терена.

### Отварање рудника
С обзиром да је у то време саграђена Тополивница у Крагујевцу и да је морало да се обезбеди гориво за њен рад, „Попечатељство финансија-рударско одељење“ донело је одлуку да се отвори рудник, на челу са стручњаком Василије Божићем, док је за надзорника постављен Лазар Пандуровић. Нови рудник је добио име „Мајдан Александровац“ по имену тадашњег књаза српског Александра Карађорђевића. Овај назив рудник је задржао све до Александровог свргнућа 1858. године, а 1860. године рудник добија назив Мајдан код Сења, док је садашњи назив Сењски рудник новијег датума.
Први радови у руднику су се огледали у томе да се искрчи столетна букова и храстова шума да би се пробио пут до села, а угаљ откопава површински. Према писаним документима прва пошиљка угља за Тополивницу у Крагујевцу је била 12. маја 1854. године и том приликом је отпремљено 98 кола која су носила терет од 26.320 ока угља. Угаљ се у то време копао сезонски од пролећа до јесени, док би радови у зимском периоду престајали. Анархично и нестручно откопавање угља у том првом периоду убрзо је довело да великог проблема код свих рудара, а то је јамски пожар. Већ 1856. године у ондашњем руднику избио је такав пожар, који се са великом муком угасио. Но, поред свих проблема у руднику се вадио угаљ и слао у Тополивницу у Крагујевац. Тако се код државних органа све више утврђивала чињеница да угљарска привреда мора да се развија. Због тога је 1861. године донесено решење о изградњи првих зграда у руднику за смештај радника и шупа за смештај угља.

### Прво окно
Прво окно „Александрово“ било је слабо и несигурно. Рудари су се при уласку у јаму крстили и читали молитву. Растреситу земљу су подупирали ретким стубовима, а ово је доводило до тешких несрећа, које су изазивале велики страх.
Поткоп, односно улаз у рудник, саграђен је 1860. године и зидан је у облику лука од клесаног камена. Бочни зидови од ломљеног камена испред улаза су под нагибом и у функцији су консолидације терена и учвршћења улазног лука у тунел.
Управна зграда изнад улаза је бондручне конструкције, која се својим централним истуреним делом ослоњена на лук. Сама зграда састоји се од једне просторије са улазом и три прозора са чеоне стране. Испред улаза у поткоп налази се манипулативни простор величине 50x60 m, који је служио за утовар угља, а осим њих ту се налазила барака за одржавање и сервисирање машина, као и централни магацин представљају јединствену целину Александровог поткопа.

### Приватизација
За овај рудник је карактеристично да је од свог постанка, па до данас, увек био у рукама државе и њених органа, сем у једном кратком периоду од 1869. до 1874. године, када је био под патронатом „Прве српске банке“, али се у овом периоду није могло говорити о неком напретку, јер је једини потрошач био Тополивница у Крагујевцу. Банка је инвестирала у Сење са околним тереном од милион квадратних метара, 125.000 динара, што јој је за 5650 метарских центи угља добијеног до 1873. донело свега 11.000 динара. Пошто је претрпела огромну штету, заједно с другим још већим губицима, банка је ликвидирана, а Сење је уступљено држави. Тако се, 1874. године Сење поново нашло у „у рукама“ Министарства финансија, које је по сазнању да ће се градити пруга Београд—Ћуприја—Ниш, позвало, а с обзиром да тадашња Србија није имала образоване рударе и геологе, позвала, у то време цењеног стручњака Феликса Хофмана, банатског Немца, да на простору рудника проучи угљени предео и предложи ограничење рудног простора за државу.

### Пруга
Овај инжењер обавио је свој задатак у периоду од јуна до августа 1874. године, а 1875. године своје мишљење и налаз доставио је Министарству финансија. У овом периоду је важно да полако расте број радника, ко и број објеката поред рудника. Након пуштања у рад пруге Београд - Ћуприја - Ниш (1884. године), дошло се до сазнања да се проширује број потрошача сењског угља, а за то је заслужна железница. Зато је било потребно изградити пругу уског колосека Ћуприја — Сењски Рудник, која је пуштена у рад 1892. године, а 1908. године ова пруга је продужена до Равне Реке.
Са изградњом пруге, Сењски Рудник почиње брже да се развија. Транспорт угља је много бржи и економичнији, изграђују се нови станови, изграђена је и пуштена у рад основна школа (1869. године). 1891. године основана је британска каса у којој су радници издвајали 1% зараде. У то време 1894. године, бригу о развоју и раду Сењског Рудника преузима Дирекција државних железница. Да би се угаљ лакше продавао у Ћуприји је 1897. године подигнута Брикетница, 1899. године и прва машинска сепарација. Како су радови у јами стало напредовали, 1898. године отпочела је изградња новог окна — „Јоксимовић“.

### Дан рудара
Почетком 20. века Сењски Рудник је постао највећи и најперспективни рудник мрког угља у земљи. 21. јула 1903. године се догодила велика рударска несрећа, када је цела смена погинула. Поводом те несреће мештани су 1906. године Цркву Светог Прокопија, а 21. јул је почео да се обележава као дан рудара. Неколико дана после несреће тј. 6. августа у знак протеста подигнут је штрајк, који је трајао до 15. августа. Због тог штрајка за време комунизма, као дан рудара уместо Светог Прокопија, славио се 6. август, да би се крајем 90-их година 20. века поново, незванично поново почео да се слави Свети Прокопије, заштитник рудара. Данас је Свети Прокопије и слава целог насеља.
Рударски инжењер Петар Илић је 1903. године покренуо рударски часопис „Рударски гласник“. У то време Сењски Рудник је са Вршком Чуком био први извозник угља. 1908. године рудник је добио електрично осветљење из електричне централе у Равној Реци.

### Први светски рат
За време Првог светског рата Сењски Рудник је био под бугарском окупацијом, али је управљање рудником и његовом производњом било у рукама Немаца. После ослобођења наставило се са обновом и развојем Сењског Рудника. Основан је 1923. године фудбалски клуб „Рудар“, који је један међу најстаријим клубовима у Србији. 1924. и 1925. године је извршено бетонирање новог извозног окна, а и постављење новог извозног торња са парном извозном машином који су добијени из рудника у Врднику. Извозна машина је данас у функцији и један је од неколико симбола овог рударског насеља. 1930. године на рачун ратних репарација набављена је и пуштена у рад нова термоелектрана која је радила све до 1974. године када је демонтирана. 1934. године је изграђена канализација у Сењском Руднику, а 1936. и 1937. године далековод Сењски Рудник - Ћуприја.

### Други светски рат
Пре почетка Другог светског рата у Сењском Руднику већина радника је била из непосредне околине, затим из околине Ужица, Врања, нешто из Лике и Хрватског Загорја. Рудник се током рата налазио под управом Немаца. Одмах по доласку окупатора сачињени су спискови за ликвидацију људи из Равне Реке, Сењског Рудника и осталих рударских насеља. У списковима су се налазила имена свих напредних рудара, учесника радничког покрета и чланова и руководилаца синдиката. Крајем маја 1941. године, у Сисевац је дошао шпански борац Бранко Крсмановић из Горње Мутнице и одржао састанак са групом рудара. Извођене су саботаже кварова на машинама, дрвној жичари Троглан Баре — Сењски Рудник, да би се смањио извоз угља и што мање угља ставило на расположење окупатору.

### Послератни период
Ослобођен је 15. октобра 1944. године, а 29. јуна 1945. године формирано је предузеће „Сењско ресавски рудници мрког угља“, у чијем саставу су ушли Сењски Рудник са Равном Реком, Ресавицом и Сисевцем. Већ 1945. године рађена су нова истраживања у тзв. „Липовом долу“.
У послератној обнови и изградњи државе Сењски Рудник је има значајно место, јер је својим угљем доприносио економском просперитету и развоју. Насеље је прерасло у рударски градић са развијеном инфраструктуром. Имало је железничку пругу, две болнице, од којих је једна по опремљености хирургије била одмах уз Војномедицинску академију, радиле су термоелектране, штампарија, биоскоп.

## Петријин венац
У Сењском Руднику су снимљени филм и телевизијска серија Петријин венац, у режији Срђана Карановића, по истоименом делу књижевника и академика Драгослава Михаиловића.

## Значајни објекти
- Александров поткоп је први улаз у јаму са управном зградом изнад самог улаза која је саграђена 1860. године. Александров поткоп представља један од ретких јамских улаза који је очуван у оргиналу. Представља манипулативни простор за утовар угља, са управном зградом, бараком за одржавање машина и централним магацином, који су заштићени споменик културе решењем Завода за заштиту споменика културе у Крагујевцу од 1975. године.
- Соколски дом саграђен је 1930. године, која је била центар културног и друштвеног живота у насељу, а издваја се и својом архитектуром.
- Црква Светог Прокопија изграђена је 1900. године у знак сећања на рударе који су изгубили своје животе у рударској несрећи 1893. године. Данас је та црква заштитник рудара и целог Сењског Рудника.
- Радничка улица која датира још са краја 19. века, на оригиналан начин осликава животе рудара и њихових породица.
- Петријина кућа, дом чувене Петрије из филма Петријин венац Срђана Kарановића који на најреалнији могући начин описује живот жене рудара. Навећи део сцена у овом филму сниман је у центру насеља, око извозног окна и у овој кући.[1]
- Основна школа „Доситеј Обрадовић” основана је 1896. године, која се развијала упоредо са развојем места. године.
- Чиновничка улица, како сам назив каже, улица у којој су живели чиновници, управници, инжењери, са раскошним, велелепним вилама на очигледан начин указује на разлику у друштвеним слојевима. Најимпозантнија међу њима је кућа Феликса Хофмана, инжењера који је урадио прву познату карту Сењског угљеног копа.
- Парк Либанског Kедра представља место сећања на стабло које се донедавно налазило на овом месту а које је због својих специфичности имало велику емотивну вредност за мештане насеља. Либански Kедар спада у врсту борова, а у Сењски Рудник је донешен са Свете Горе 1903. године.
- Парна машина је културно добро једино такве врсте у свету. Произведена је 1872. године у Грацу, у Аустрији. И поред своје старости она и дан данас успешно спуста и извози рударе из јаме. Kао погон за рад користи искључиво водену пару. Најпре је инсталирана у руднику Врдник на Фрушкој гори 1876. године, где је радила све до 1922. године, када је пребачена у Сењски Рудник.[9]
- Машинска радионица налази се у саставу комплекса Музеја угљарства. Саграђена је 1922. године и у њој су се производили алати, делови за масине и остале потрепстине неопходне за рад рудара. Једина је остала сачувана од већег броја помоћних зграда које су биле изграђене у близини „Александровог поткопа”.
- Музеј угљарства је отворен 1980. године, а 1983. године заједно са непосредном околином проглашен спомеником културе од велике важности за Републику Србију. Основан је са циљем приказивања рударско–техничко–историјског развоја нашег рудника и осталих рудника Србије.[10]

## Еко музеј
У току је реализација пројекта „Сењски Рудник - еко музеј“ чији је циљ да се заштити и очува природно и културно наслеђе најстаријег активног рудника мрког угља у Србији, зауставе пропадање и депопулација, рехабилитацијом насеља Сењски Рудник.

## Демографија
У насељу Сењски Рудник живи 475 пунолетних становника, а просечна старост становништва износи 41,4 година (39,8 код мушкараца и 43,1 код жена). У насељу има 220 домаћинстава, а просечан број чланова по домаћинству је 2,70. Према попису из 2002. било је 595 становника (према попису из 1991. било је 722 становника), да би се њихов број смањио на 438 становника према Попису из 2011. године.
Ово насеље је великим делом насељено Србима (према попису из 2002. године), а у последња четири пописа, примећен је пад у броју становника.
|  |

| Демографија | Демографија | Демографија |
| Година      | Становника  | Становника  |
| ----------- | ----------- | ----------- |
| 1948.       | 942         |             |
| 1953.       | 1.487       |             |
| 1961.       | 1.564       |             |
| 1971.       | 993         |             |
| 1981.       | 802         |             |
| 1991.       | 722         | 722         |
| 2002.       | 595         | 596         |
| 2011.       | 438         |             |
| 2022.       | 291         |             |

| Етнички састав према попису из 2002.‍ | Етнички састав према попису из 2002.‍ | Етнички састав према попису из 2002.‍ | Етнички састав према попису из 2002.‍ | Етнички састав према попису из 2002.‍ |
| ------------------------------------ | ------------------------------------ | ------------------------------------ | ------------------------------------ | ------------------------------------ |
|                                      |                                      |                                      |                                      |                                      |
| Срби                                 | Срби                                 |                                      | 538                                  | 90,42%                               |
| Муслимани                            | Муслимани                            |                                      | 10                                   | 1,68%                                |
| Роми                                 | Роми                                 |                                      | 9                                    | 1,51%                                |
| Југословени                          | Југословени                          |                                      | 9                                    | 1,51%                                |
| Албанци                              | Албанци                              |                                      | 8                                    | 1,34%                                |
| Словенци                             | Словенци                             |                                      | 5                                    | 0,84%                                |
| Хрвати                               | Хрвати                               |                                      | 3                                    | 0,50%                                |
| Црногорци                            | Црногорци                            |                                      | 2                                    | 0,33%                                |
| Македонци                            | Македонци                            |                                      | 1                                    | 0,16%                                |
| Горанци                              | Горанци                              |                                      | 1                                    | 0,16%                                |
| Бугари                               | Бугари                               |                                      | 1                                    | 0,16%                                |
| непознато                            | непознато                            |                                      | 5                                    | 0,84%                                |

| Година пописа     | 1948. | 1953. | 1961. | 1971. | 1981. | 1991. | 2002. |
| ----------------- | ----- | ----- | ----- | ----- | ----- | ----- | ----- |
| Број домаћинстава | 438   | 668   | 601   | 335   | 276   | 265   | 220   |

| Број чланова      | 1  | 2  | 3  | 4  | 5  | 6 | 7 | 8 | 9 | 10 и више | Просек |
| ----------------- | -- | -- | -- | -- | -- | - | - | - | - | --------- | ------ |
| Број домаћинстава | 59 | 53 | 40 | 46 | 12 | 8 | 0 | 1 | 0 | 1         | 2,70   |

| Пол    | Укупно | Неожењен/Неудата | Ожењен/Удата | Удовац/Удовица | Разведен/Разведена | Непознато |
| ------ | ------ | ---------------- | ------------ | -------------- | ------------------ | --------- |
| Мушки  | 252    | 70               | 157          | 19             | 6                  | 0         |
| Женски | 246    | 28               | 155          | 52             | 10                 | 1         |
| УКУПНО | 498    | 98               | 312          | 71             | 16                 | 1         |

| Пол    | Укупно                    | Пољопривреда, лов и шумарство | Рибарство                            | Вађење руде и камена | Прерађивачка индустрија       |
| ------ | ------------------------- | ----------------------------- | ------------------------------------ | -------------------- | ----------------------------- |
| Мушки  | 133                       | 2                             | 0                                    | 107                  | 10                            |
| Женски | 49                        | 1                             | 0                                    | 21                   | 15                            |
| УКУПНО | 182                       | 3                             | 0                                    | 128                  | 25                            |
| Пол    | Производња и снабдевање   | Грађевинарство                | Трговина                             | Хотели и ресторани   | Саобраћај, складиштење и везе |
| Мушки  | 1                         | 0                             | 4                                    | 0                    | 2                             |
| Женски | 0                         | 0                             | 3                                    | 1                    | 0                             |
| УКУПНО | 1                         | 0                             | 7                                    | 1                    | 2                             |
| Пол    | Финансијско посредовање   | Некретнине                    | Државна управа и одбрана             | Образовање           | Здравствени и социјални рад   |
| Мушки  | 0                         | 0                             | 2                                    | 1                    | 1                             |
| Женски | 0                         | 0                             | 0                                    | 4                    | 3                             |
| УКУПНО | 0                         | 0                             | 2                                    | 5                    | 4                             |
| Пол    | Остале услужне активности | Приватна домаћинства          | Екстериторијалне организације и тела | Непознато            | Непознато                     |
| Мушки  | 1                         | 0                             | 0                                    | 2                    | 2                             |
| Женски | 1                         | 0                             | 0                                    | 0                    | 0                             |
| УКУПНО | 2                         | 0                             | 0                                    | 2                    | 2                             |

## Знамените личности
- Небојша Павковић, генерал војске Југославије
- Драган Здравковић, познати атлетичар и атлетски тренер, рођен је у Сењском Руднику

## Галерија
- Рударска застава
- Улица из горњег дела Сењског рудника
- Стара железничка станица